# 397800 Costaillobera
397800 Costaillobera este o planetă minoră (asteroid), cu un diametru de 4,5 km, din Outer Main Belt⁠(d). A fost descoperită pe 4 august 2008 la Observatorio Astronómico de La Sagra⁠(d) de Observatorul Astronomic din Mallorca⁠(d). 
Obiectul prezintă o orbită caracterizată de o semiaxă mare de 3,2031433508141 UAi, o excentricitate de 0,17462817533565, o înclinație de 12,719919022958 ° în raport cu ecliptica.